# Супербоул LII
Супербоул LII (англ. Super Bowl LII) — 52-й матч Супербоула, решающая игра Национальной футбольной лиги в сезоне 2017 года. Матч прошёл 4 февраля на «U.S. Bank Stadium» в городе Миннеаполис (штат Миннесота, США).

## Выбор стадиона
Миннеаполис был выбран в качестве места проведения игры на встрече владельцев лиги в Атланте 20 мая 2014 года. Это был второй Супербоул в этом городе, первым был Супербоул XXVI в 1992 году. Матч также был шестым в холодном городе, а Миннеаполис по-прежнему самый северный город где проводился Супербоул.

## Перед игрой
В матче получили право играть лучшая команда Американской футбольной конференции — «Нью-Ингленд Пэтриотс» и Национальной футбольной конференции — «Филадельфия Иглз».
Перед началом игры Пинк исполнила Гимн США ,а Лесли Одом мл. песню «America the Beautiful». Джастин Тимберлейк стал хэдлайнером шоу в перерыве Супербоул LII. До этого он дважды выступал на Супербоулах: в 2001 году на Супербоул XXXV в составе ’N Sync и 2004 году на Супербоул XXXVIII вместе с Джанет Джексон.

## Ход матча
В первый раз победу в Супербоуле одержала «Филадельфия Иглз», обыграв «Нью-Ингленд Пэтриотс» 41-33. Квотербек «Иглз» Ник Фолс был признан самым ценным игроком матча, совершив 28 точные передачи из 43 на 373 ярдов, заработав 3 тачдауна на пасе и 1 на приёме.